# Magnoliidi
Magnoliidi è un raggruppamento monofiletico di angiosperme.

## Descrizione
Il clade magnoliidi contiene specie arboree, arbustive e in misura minore erbacee, accomunate da alcune caratteristiche del fiore che le fanno considerare come angiosperme "arcaiche": i carpelli sono circondati da tepali (parti del perianzio non differenziate in petali e sepali) disposti a spirale; i numerosi stami producono polline monocolpato; gli ovuli sono avvolti da un doppio tegumento; il seme maturo in genere contiene un piccolo embrione e un abbondante endosperma.

## Distribuzione e habitat
Il raggruppamento dei magnoliidi ha una distribuzione cosmopolita, essendo diffuso nelle aree tropicali, subtropicali e temperate di America, Europa, Africa, Asia e Oceania.
Si trovano in una ampia varietà di habitat quali le foreste tropicali, subtropicali e temperate, le macchie, le praterie e le paludi.

## Tassonomia
Il clade magnoliidi comprende i seguenti ordini e famiglie:
- Canellales Cronq.
  - Canellaceae Mart.
  - Winteraceae R.Br. ex Lindl.
- Piperales Bercht. & J.Presl
  - Saururaceae Rich. ex T.Lestib.
  - Piperaceae Giseke
  - Aristolochiaceae Juss.
- Magnoliales Juss. ex Bercht. & J.Presl
  - Myristicaceae R.Br.
  - Magnoliaceae Juss.
  - Degeneriaceae I.W.Bailey & A.C.Sm.
  - Himantandraceae Diels
  - Eupomatiaceae Orb.
  - Annonaceae Juss.
- Laurales Juss. ex Bercht. & J.Presl
  - Calycanthaceae Lindl.
  - Siparunaceae Schodde
  - Gomortegaceae Reiche
  - Atherospermataceae R.Br.
  - Hernandiaceae Blume
  - Monimiaceae Juss.
  - Lauraceae Juss.

Il raggruppamento coincide solo in parte con la sottoclasse Magnoliidae del Sistema Cronquist che include anche gli ordini Aristolochiales, Illiciales, Nymphaeales, Papaverales e     Ranunculales.

## Usi
Alcune specie di magnoliidi vengono coltivate per i frutti edibili, come l'avocado (Persea americana), la guanabana (Annona muricata), la cirimoia (Annona cherimola), o per la produzione di spezie come il pepe (Piper nigrum), l'alloro (Laurus nobilis), la noce moscata (Myristica fragrans), la cannella (Cinnamomum verum) e la canfora (Cinnamomum camphora).